# Australian National Botanic Gardens

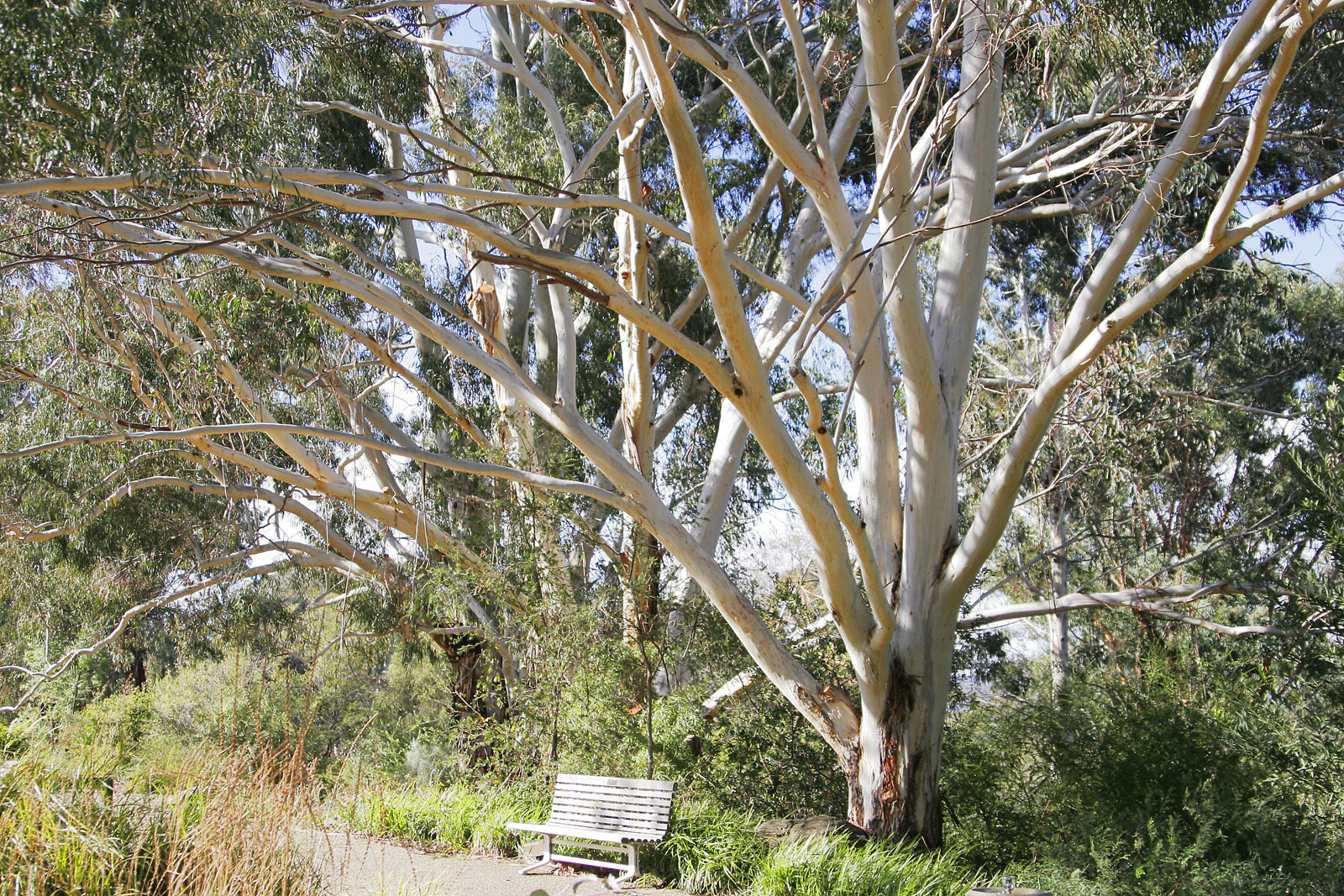
Bäume im Botanischen Garten

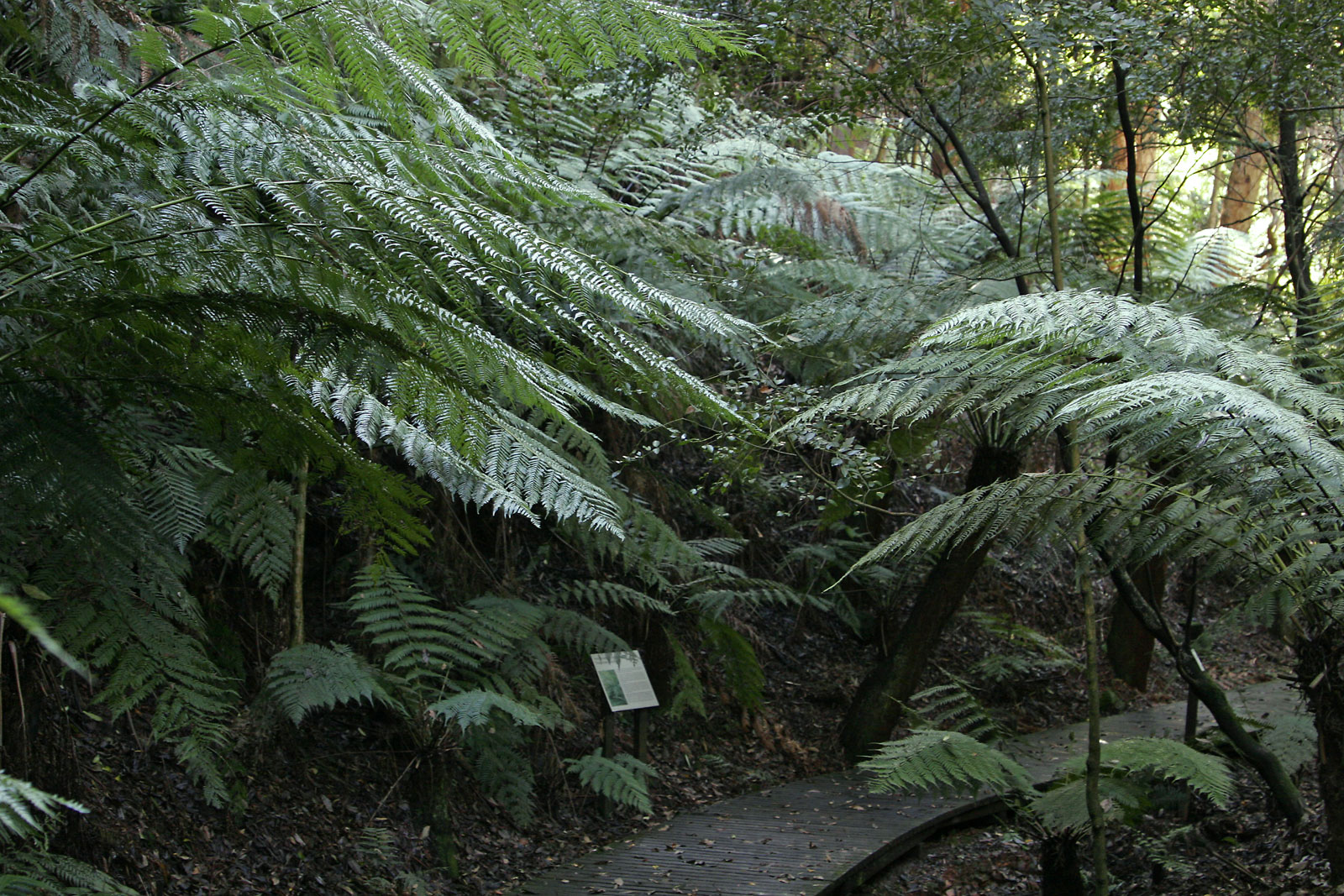
Regenwald-Rundgang

Australian National Botanic Gardens (ANBG) ist die Bezeichnung des botanischen Gartens in der australischen Hauptstadt Canberra. Er wird vom australischen Umweltschutz- und Denkmalschutz-Ministerium verwaltet und ist auf die Flora Australiens spezialisiert. Der Garten bietet weitreichende Möglichkeiten für Pflanzenforscher und kultiviert gefährdete einheimische Pflanzenarten.

## Geschichte
Erste Pläne zur Einrichtung eines botanischen Gartens gab es im Jahr 1933. Zwei Jahre später wurden die Rahmenbedingungen festgelegt: Der Garten sollte nicht nur das Auge erfreuen, sondern von Beginn an auch der Forschung dienen. Zu diesem Zweck wurde am Osthang des Black Mountain ein großes Gelände neben der zukünftigen Australian National University zur Verfügung gestellt.
Im September 1949 pflanzten Premierminister Ben Chifley und Sir Edward Salisbury, der Direktor der Royal Botanic Gardens in London symbolisch den ersten Baum. Während der nächsten zwei Jahrzehnte nahm das Gelände nach und nach seine heutige Form an. Besucher waren ab 1967 zugelassen und die offizielle Eröffnung erfolgte im Oktober 1970 durch Premierminister John Gorton. 1978 erhielten die Canberra Botanic Gardens ihren heutigen Namen. 1985 wurde das Besucherzentrum eröffnet. Für den botanischen Garten ist am Black Mountain eine Fläche von 90 Hektar reserviert, davon wurden jedoch erst 40 Hektar genutzt. Die Ausführung der vorbereiteten Erweiterungspläne hängt von den vorhandenen finanziellen Mitteln ab.

## Die Sammlung
Der Garten ist in Sektionen unterteilt, die einem bestimmten Thema gewidmet sind. Die Pflanzen sind gemäß ihrer Taxonomie gruppiert oder sind zu ökologischen Gruppen zusammengefasst, wie sie in der Natur vorkommen. Mehr als 5500 Arten werden kultiviert.
Folgende Sektionen sind vorhanden:
- Regenwald-Wasserlauf: Pflanzen aus den Regenwäldern an der Ostküste Australiens
- Felsengarten: Pflanzen aus Wüsten- und Bergregionen
- Flora in den Sandsteinformationen der Region Sydney
- Mallee (doppelstämmige Eukalyptus)
- Silberbaumgewächse wie Banksia, Waratah und Grevilleeae
- Myrtengewächse wie Zylinderputzer, Leptospermoideae und Myrtenheiden
- Eukalyptus-Wiese mit rund einem Fünftel aller Eukalyptusarten
- Akazien

## Forschung
Das nationale Herbarium hat seinen Sitz im ANBG und besitzt die größte Sammlung von gepressten und getrockneten Pflanzenproben in Australien; es ist nicht für die Öffentlichkeit zugänglich. Der Betrieb erfolgt zusammen mit der CSIRO, als Teil des Forschungszentrums für Pflanzenbiodiversität. Das Herbarium beteiligt sich am Aufbau des „virtuellen australischen Herbariums“, einem internetbasierten Katalog mit biologischen Informationen zu sechs Millionen Pflanzenarten. Das ANBG verwaltet auch mehrere große Pflanzendatenbanken und ein fotografisches Archiv. Die Bibliothek steht Studenten und der Öffentlichkeit nach Voranmeldung offen.

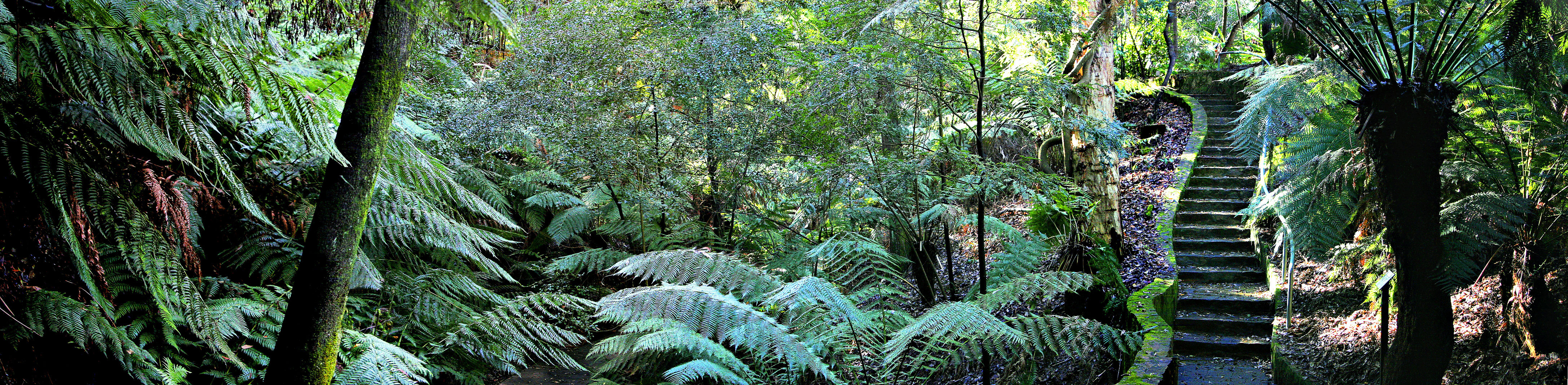
Regenwald-Rundgang